# محلة دمنة

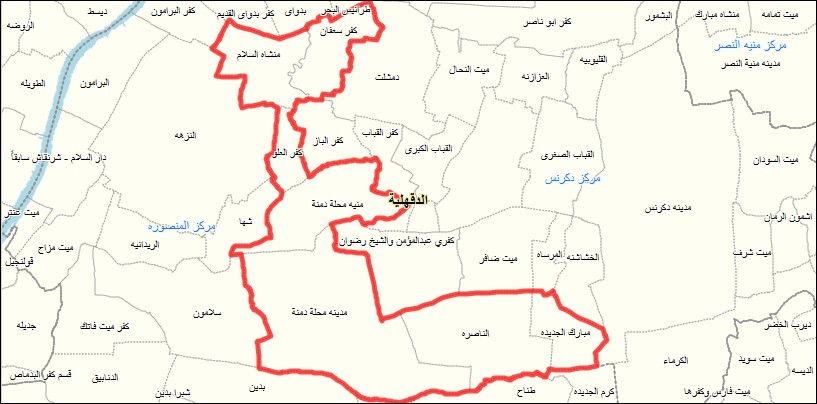
خريطة مركز محلة دمنة

مَحَلَّة دَمَنَة هي مدينة مصرية بمحافظة الدقهلية وهي قاعدة مركز محلة دمنة (يتبعها 6 قرى) تقع القرية على الضفة الشرقية للبحر الصغير بين المنصورة ودكرنس. ويرأس المدينة ومركزها رحاب المزين.

## التاريخ
هي قرية قديمة وردت في كتاب نزهة المشتاق باسمها الحالي لكنها وردت بلفظ محلة دمنا وجزيرتها من أعمال الدقهلية في كتاب قوانين الدواوين وتحفة الإرشاد، ثم أصبحت من أعمال الدقهلية والمرتاحية في الروك الناصري، وعادت لتذكر باسم محلة دمنة في عد قرى سنة 1228 هجرية. جعلت المدينة مقر قسم محلة دمنة في عام 1826 وكان يتبعها 105 بلدة من بلاد الدقهلية، لكن نقل مقر المركز من المدينة إلى مدينة دكرنس في 1871 لتوسطها بلاد المركز.
ذكر عنها علي مبارك في كتابه أن أهلها يزرعون القطن والكتان والأرز والسمسم وقصب السكر. اتصلت القرية بسكة الحديد القادمة من طنطا سنة 1897 ميلادية. أصلها من توابع مركز المنصورة ثم أصبحت مدينة بمركز مستقل في سنة 2009.

## السكان
بلغ عدد سكان المدينة 32,598 نسمة في تقدير يوليو 2024 منهم 16,197 ذكر و16,401 أنثى.
| السنة | عدد السكان | السنة | عدد السكان |
| ----- | ---------- | ----- | ---------- |
| 1882  | 3755       | 1986  | 11,370     |
| 1897  | 4297       | 1996  | 15,017     |
| 1927  | 5571       | 2006  | 21,518     |
| 1947  | 7210       | 2017  | 27,898     |
| 1960  | 8926       | 2024  | 32,598     |
| 1976  | 7640       |       |            |